# 四甲基锗
四甲基锗是一种有机锗化合物，化学式 Ge(CH3)4。

## 制备
四甲基锗可以由四氯化锗和甲基氯化镁反应而成。
{\displaystyle \mathrm {GeCl_{4}\ +4\ (CH_{3})MgCl+\ {\xrightarrow[{Et_{2}O}]{}}\ Ge(CH_{3})_{4}+\ 4\ MgCl_{2}} }
使用二甲基锌或二甲基镉代替甲基氯化镁也是可行的。

## 性质
四甲基锗是一种无色油状液体，有类似氯仿的气味。它可溶于乙醇、乙醚和汽油。它在 0 °C 下缓慢和硝酸反应。

## 用处
四甲基锗可用作转移金属化的甲基化试剂：
{\displaystyle \mathrm {(CH_{3})_{4}Ge+GaCl_{3}{\xrightarrow {<20\,{}^{\circ }C}}(CH_{3})_{3}GeCl+GaCl_{2}(CH_{3})} }